# Gustavo Colonnetti
Gustavo Colonnetti (Torino, 8 novembre 1886 – Torino, 20 marzo 1968) è stato un ingegnere, matematico e politico italiano.

## Biografia
Allievo di Camillo Guidi, nel 1908 si laureò in Ingegneria civile presso la Scuola d'Applicazione per Ingegneri di Torino, e nel 1911 in Matematica con Corrado Segre. Nel 1910 conseguì la libera docenza in scienza delle costruzioni, nel 1911 divenne professore straordinario di meccanica applicata alle costruzioni e alle macchine alla Scuola Superiore Navale di Genova. Nel 1914 si trasferì alla Cattedra di meccanica applicata alle costruzioni presso la Scuola di Ingegneria di Pisa, divenendone direttore nel 1918. Nel 1920 si trasferì a Torino, come professore ordinario di meccanica razionale e superiore, divenendo direttore del Politecnico dal 1922 al 1925. Nel 1928 successe al suo maestro Camillo Guidi alla cattedra di Scienza delle Costruzioni e divenne Direttore del Laboratorio sulla resistenza dei materiali.
Fu direttore del Centro Studi sui Materiali da Costruzione e tra i promotori della fondazione e dell'Istituto Dinamometrico Italiano di Torino, in seguito accorpato all'Istituto di Metrologia del CNR. Colonnetti era membro dell'Azione Cattolica e dal 1936 accademico pontificio. Rifiutò sempre di iscriversi al partito fascista e durante gli anni della Repubblica Sociale, per evitare persecuzioni politiche, espatriò clandestinamente, nel 1943, in Svizzera fondando e dirigendo a Losanna, su incarico della Confederazione Elvetica, una scuola universitaria per rifugiati italiani, permettendo, con assistenza morale e materiale, ai migliori studenti rifugiati italiani di proseguire studi poi riconosciuti in Italia. In questo fu egregiamente aiutato dall'opera della moglie Laura Badini Confalonieri. Durante il periodo trascorso in Svizzera collaborò alla Gazzetta ticinese con lo pseudonimo di "Etegonon", scrivendo articoli su temi politici.
Fu rettore del CUI di Losanna dove insegnò all'Ecole Polytechnique. Rientrato in Italia nel dopoguerra si impegnò attivamente in politica con la Democrazia Cristiana, come membro della Consulta (1945-1956) e dell'Assemblea Costituente (1946-1948). Durante i lavori della Costituente Colonnetti fu autore, assieme a Umberto Nobile e a Giuseppe Firrao, dell'emendamento che porterà all'affermazione, nell'articolo 9 della Costituzione, che la Repubblica promuove la ricerca scientifica e tecnica. Nel 1946 fu membro del Consiglio Superiore della Pubblica Istruzione. Fu presidente del Consiglio Nazionale delle Ricerche dal 1945 al 1956. In tale periodo organizzò a nuovo la ricerca scientifica e diresse la sezione tecnica dell'UNRRA-Casas, abbinandovi l'assistenza sociale agli abitanti reintegrati nei villaggi ricostruiti, costituendo con questa esperienza l'unico esempio post-bellico realizzato in Europa. Dal 1956 fu nominato presidente onorario ed emerito del CNR.

## Principali contributi scientifici
Tra i principali contributi di Colonnetti c'è l'elaborazione del Secondo principio di reciprocità, detto anche Teorema di Colonnetti, di una teoria generale delle coazioni elastiche e di una teoria sull'equilibrio elasto-plastico.

### Il secondo principio di reciprocità
Questo principio della teoria dell'elasticità, talvolta indicato come Secondo teorema di reciprocità, stabilisce un rapporto di reciprocità tra le tensioni interne di un corpo elastico in equilibrio e le deformazioni non congruenti, basato sull'ipotesi di sezionare il solido e rendendo in tal modo possibili variazioni di configurazione prima non compatibili con l'essenza del solido stesso: la somma dei prodotti delle sei caratteristiche del sistema di tensioni interne, in corrispondenza di una determinata sezione di un solido elastico in equilibrio sotto l'azione di un sistema di forze esterne, per le corrispondenti caratteristiche di una deformazione relativa impressa in corrispondenza della sezione stessa, è uguale al lavoro che le forze esterne dovrebbero compiere al verificarsi del cambiamento di configurazione determinato da quella stessa deformazione relativa.

## Opere
- L'equilibrio elastico dal punto di vista energetico, memoria, Torino, Bona, 1912.
- Principii di statica dei solidi elastici, Pisa, Spoerri, 1916.
- Applicazione a problemi tecnici di un nuovo teorema sulle coazioni elastiche, atti della Reale Accademia di Torino, 54, 1918, Torino, Bona, pp. 69–83.
- Proiettili, appunti, Milano, Hoepli, 1918.
- I fondamenti della statica. Introduzione alla scienza delle costruzioni, Torino, UTET, 1927.
- Principii di dinamica, Torino, 1929.
- con Enzo Giacchero, Ingegneria. Scienza delle costruzioni, Milano, Bompiani, 1939.
- Di un nuovo procedimento per la messa in tensione delle armature nelle strutture in cemento armato, Città del Vaticano, Pontificia Academia Scientiarum, 1940, Roma, Cuggiani, pp. 61–67.
- Elasticità e resistenza di travi con armature preventivamente tese, Città del Vaticano, Pontificia Academia Scientiarum, 1940, Roma, Cuggiani, pp. 155–161.
- Deformazioni plastiche e deformazioni viscose, Città del Vaticano, Pontificia Academia Scientiarum, 1942, Roma, Cuggiani, pp. 217–224.
- Scienza delle costruzioni, Torino, Einaudi, 3º edizione 1953-57.
  1. Teoria generale dell'equilibrio, 1953.
  2. La statica delle travi e degli archi, 1955.
  3. La tecnica delle costruzioni. Le pareti sottili, 1957.
- direzione del Mondo della tecnica, 5 volumi, Torino, UTET, 1962
- Pensieri e fatti dall'esilio. 18 settembre 1943 - 7 dicembre 1944, con la prefazione di Beniamino Segre, Roma, Accademia nazionale dei Lincei, 1973.